# Années 250 av. J.-C.
Les années 250 av. J.-C. couvrent les années de 259 av. J.-C. à 250 av. J.-C.

## Événements
- 264 - 241 av. J.-C. : première guerre punique.
- 261 av. J.-C. : l'empereur  maurya Ashoka se convertit au bouddhisme après une campagne sanglante contre le Kalinga[1]. Ashoka unifie l’Inde, s’en fait le moralisateur et instaure la sécurité sur le territoire.
- 260 - 253 av. J.-C. : seconde guerre de Syrie[2].
- 257-208 av. J.-C. : royaume de Âu Lạc au Viêt Nam. Premier site urbain d'Asie du Sud-Est continentale avec les fortifications de Co Loa[3].
- 256 av. J.-C. : en Chine, Luoyang est prise par le roi de Qin, ce qui marque la fin de la dynastie des Zhou orientaux. L’extension de Qin est contenue quelque temps par l’alliance des six autres puissances, puis Qin annexe progressivement ses voisins après 230 av. J.-C.[4].
- Vers 255-240 av. J.-C. : fondation du royaume gréco-bactrien[5]. La Bactriane est indépendante des Séleucides.
- Vers 250-249 av. J.-C. : fondation de la ville de Patan au Népal par Ashoka[6].
- Vers 250 av. J.-C. : première occupation du site de Djenné-Djeno au Mali, un village de huttes rondes en glaise, qui devient une véritable ville vers 450[7].

## Personnages significatifs
- Antigone II Gonatas
- Ashoka
- Lucius Cornelius Scipio
- Marcus Atilius Regulus
- Ptolémée II